# Anadenobolus chichimecus
Anadenobolus chichimecus är en mångfotingart som först beskrevs av Henri Saussure 1859.  Anadenobolus chichimecus ingår i släktet Anadenobolus och familjen Rhinocricidae. Inga underarter finns listade i Catalogue of Life.